# Stazione di Ferrara Cona Ospedale
La stazione di Ferrara Cona Ospedale è una fermata della linea Ferrara-Codigoro a servizio dell'Arcispedale Sant'Anna di Ferrara, il principale ospedale di Ferrara, situato nella frazione di Cona.
È gestita da Ferrovie Emilia Romagna (FER).

## Strutture ed impianti
La fermata è dotata di un binario protetto da una pensilina ed è collegata all'ospedale tramite un sottopasso.
La fermata è accessibile ai disabili grazie a una doppia rampa.

## Movimento
La fermata è servita dai treni regionali della relazione Ferrara-Codigoro. I treni sono svolti da Trenitalia Tper nell'ambito del contratto di servizio stipulato con la regione Emilia-Romagna.
Nei giorni festivi il servizio ferroviario è sostituito da quattro coppie di autocorse..
A novembre 2019, la stazione risultava frequentata da un traffico giornaliero medio di circa 51 persone (21 saliti + 30 discesi).

## Servizi
- Autobus urbani TPER